# Regius Professor of Medicine (Oxford)
Der Regius Professor of Medicine ist eine Regius Professur für Medizin an der Universität Oxford, die von Heinrich VIII. 1546 eingerichtet wurde (gleichzeitig mit den Regius Professuren für Jura, Theologie, Hebräisch und Griechisch). Früher wurde sie als Regius Professor of Physic bezeichnet, nach der alten englischen Bezeichnung für Arzt.
Die Regius Professur für Medizin galt in Oxford nicht immer als die wichtigste Medizin-Professur.:353 ff. Als 1801 Christopher Pegge zum Regius Professor ernannt wurde, lobte ihn ein Kollege für seine noble Erscheinung und höflichen Umgangsformen.:353 ff. Dieses Lob qualifizierte er aber dann schnell, indem er Pegges Nachfolger, John Kidd beschrieb als in allen Dingen geradeheraus und ohne Täuschung und als ersten Mediziner nannte, der immer auf die Perücke und den breitkrempigen Hut verzichtete und nie den Stock mit goldenem Ende trug.:353 ff.

## Liste der Regius Professoren für Medizin in Oxford
| Name                                        | Namenszusatz                                | von  | bis  | Anmerkung |
| ------------------------------------------- | ------------------------------------------- | ---- | ---- | --- |
| John Warner:35–36                           | D.M.                                        | 1546 | 1554 | Warner hatte vor seiner Lehrtätigkeit als Kaplan in Beckhampton gearbeitet. Der Name von John wird in anderen Dokumenten auch als Waren oder Warren angegeben. Der Oxford University Calender 1835 gibt als Antrittsjahr 1535 an.:35–36 |
| Thomas Frauncis:35–36 (c.1519–1574)         | B.Med., D.Med., Ch. Ch.                     | 1554 | 1561 | Abweichende Schreibweisen für den Namen lauten auf Frances oder Francis. Frauncis war Leibarzt von Elisabeth I. Außerdem war er Provost des Queen’s College.:35–36 |
| Walter Bayley:35–36 (1529–1593)             |                                             | 1561 | 1582 | Der Name des Fellows des New College wird alternativ auch als Baily angegeben.:35–36 |
| Anthony Aylworth:35–36 (gestorben 1619)     | B.A., M.A., B.Med., D.Med.                  | 1582 | 1597 | Aylworth war auch Arzt von Elisabeth I. Sein Name wurde in verschiedenen Schreibweisen überliefert, darunter auch Anthony Alworth und Aleworthe. |
| Bartholomew Warner:35–36 (1556–1619)        |                                             | 1597 | 1612 | Warnar ist eine andere Schreibweise von Warners Namen. |
| Thomas Clayton:35–36 (1575–1647)            | M.A., B.Med., D.Med.                        | 1612 | 1647 | 1617 wurde die Leitung des Hospitals von Ewelme und 1623 die Tomlins Praelectorstelle für Anatomie als zusätzliche Aufgabengebiete durch König Jakob I. ergänzt.:35–36 |
| Thomas Clayton:35–36:542 ff. (c. 1611–1693) | M.A., B.Med., D.Med.                        | 1647 | 1665 | 1661 wurde Clayton geadelt. Außerdem war Clayton der Leiter (Warden) des Merton Colleges.:35–36 |
| James Hyde (1618–1681):542 ff.:xc           |                                             | 1665 | 1681 | Neben der Professur leitete Hyde auch Magdalen Hall.:35–36 |
| John Luffe:542 ff. (1647–1698)              | B.Med., D.Med.                              | 1681 | 1698 | Luffe war erst Mitglied von Trinity College, später dann von St Mary Hall.:35–36 |
| Thomas Hoy (geboren 1659):353               | D.M.                                        | 1698 | 1718 | Hoy war Fellow von St John’s College.:35–36 |
| Joshua Lasher:35–36:353                     | D.M.                                        | 1718 | 1729 | |
| William Beauvoir:35–36:353                  | D.M.                                        | 1729 | 1730 | Der Oxford University Calender von 1835 gibt den Namen als Beauvoix an und erklärt, dass dieser ein Fellow des New Colleges war.:35–36 Beauvoir verstarb nur wenige Monate nachdem er die Professur angetreten hatte. |
| William Woodforde:353                       |                                             | 1730 | 1758 | Woodford (abweichende Schreibweise) war der Sohn des Klerikers und Dichters Samuel Woodford (1636–1700). Der Oxford University Calender von 1835 führt Woodforde nicht auf. Evan Pitt, ein Protegee des Duke of Marlborough wurde als Nachfolger von Woodforde benannt, verstarb aber, bevor er das Amt antreten konnte.:27 Der Oxford University Calender 1835 führt den Hinweis fälschlicherweise bei William Beauvoir (s. o.) auf.:35–36 |
| John Kelly:35–36:353                        | D.M.                                        | 1759 | 1772 | |
| William Vivian:35–36:353                    | D.M.                                        | 1772 | 1801 | Vivian war Fellow von Corpus Christi College.:35–36 |
| Christopher Pegge:35–36                     | M.D.                                        | 1801 | 1822 | Pegge war erst Fellow von Oriel College, später von Christ Church.:35–36 |
| John Kidd:35–36                             | D.M.                                        | 1822 | 1851 | Kidd war Mediziner, Geologe und Chemiker und gilt neben William Thomas Brande und Alexander Garden als einer der Entdecker des Naphthalins, dessen Bezeichnung auf Kidd zurückgeht. |
| James Adey Ogle                             | M.D., F.R.C.P.                              | 1851 | 1857 | Ogles Schwiegersohn war Regius Professor of Divinity, ebenfalls in Oxford. Neben medizinischer Lehre befasste sich Ogle auch mit den Prüfungsregeln und war ein früher Advokat wissenschaftlicher Kriterien in den Prüfungen. |
| Henry Wentworth Acland                      | Baronet, K.C.B., M.D.                       | 1858 | 1894 | |
| John Scott Burdon-Sanderson                 | Esq., M.D., D.C.L., D.Sc., LL.D.            | 1895 | 1904 | Bis 1895 war Burdon-Sanderson Waynflete Professor of Physiology an der gleichen Universität. |
| William Osler                               | Esq., F.R.S., D.Sc.                         | 1905 | 1919 | Der Kanadier Osler war der erste nicht-britische Inhaber des Lehrstuhls. Er gilt bis heute im englischsprachigen Raum als der Vater der modernen Medizin. |
| Archibald Edward Garrod                     | K.C.M.G., M.D.                              | 1920 | 1927 | |
| Edward Farquhar Buzzard                     | K.C.V.O., M.D., F.R.C.P.                    | 1928 | 1943 | |
| Arthur William Mickle Ellis                 | Esq., O.B.E., M.A., D.M., F.R.C.P.          | 1943 |      | |
| Arthur Duncan Gardner                       | Esq., M.A., D.M., F.R.C.S., L.R.C.P.        | 1948 | 1954 | |
| George White Pickering                      | Esq., M.A., M.D., F.R.C.P., M.R.C.S.        | 1956 | 1968 | |
| William Richard Shaboe Doll                 | O.B.E., F.R.S., D.M., M.D., F.R.C.P., D.Sc. | 1969 | 1979 | |
| Henry Harris                                | F.R.C.P.                                    | 1979 | 1992 | |
| David John Weatherall                       | KBE, FRS, FMedSci                           | 1992 | 2000 | Der Molekulargenetiker und Mediziner (Hämatologie, Pathologie) hatte seit 1974 als Nuffield Professor in Oxford gelehrt. Das von ihm 1989 gegründete Institut für Molekulargenetik wurde nach seiner Emeritierung in Weatherall Institute of Molecular Medicine umbenannt. |
| John Irving Bell                            | GBE, FMedSci, HonFREng, F.R.S.,             | 2002 |      | Nach einem Studium an der University of Oxford setzte Bell seine Ausbildung in London und an der Stanford University in den USA fort. In Stanford interessierte er sich für Immunologie und Genetik mit einer Spezialisierung auf die Vorgänge, die Autoimmunerkrankungen begünstigen. 2008 wurde er für seine Leistungen geadelt (GBE) und zum Fellow der Royal Society berufen.                                                           |